# ميليسا لوثولز (متزلاجة)
ميليسا لوثولز (من مواليد 2 ديسمبر 1992) هي متزلجة جماعية كندية.
في موسمها المبتدئ، شاركت لوثولز كايلي همفريز الفوز بـ 3 ميداليات في كأس العالم. فاز الثنائي في الموسم التالي بـ 9 ميداليات في العديد من السباقات، بما في ذلك الميدالية الفضية في بطولة العالم، ليضمنا اللقب العام. واصل همفريز ولوثولز معًا الفوز بميداليتين في بطولة العالم و17 ميدالية في كأس العالم وأربع كرات بلورية في 4 سنوات. وفي 9 يناير 2016، كانت لوثولز جزءًا من أول فريق نسائي يتنافس ضد الرجال في سباق كأس العالم للتزلج الجماعي لأربعة أشخاص. كان زملاؤها في الفريق هم كايلي همفريز، وسينثيا أبياه، وجنيفيف تيبولت.
تنافست لوثولز في عام 2018 في دورة الألعاب الأولمبية الشتوية 2018 مع الزلاجة كريستين دي بروين، حيث احتلا المركز السابع. بعد الموسم الأولمبي، تحولت لوثولز من دورها كمدافعة إلى مهاجمة.  
اختيرت لوثولز في يناير 2022 ضمن فريق كندا الأولمبي 2022.

## أبرز الانجازات
بطولات العالم

2016 – إنسبروك , المركز الثاني مع كايلي همفريز
2017 – كونيغسي , المركز الثاني مع كايلي همفريز
بطولة الموسم الشامل لكأس العالم
المركز الثاني، بشكل عام في موسم كأس العالم 2014–15 مع كايلي همفريز
المركز الأول، بشكل عام في موسم كأس العالم 2015–16 مع كايلي همفريز
المركزالثاني، بشكل عام في موسم كأس العالم 2016-2017 مع كايلي همفريز
المركز الأول، بشكل عام في موسم كأس العالم 2017-18 مع كايلي همفريز

## روابط خارجية
- Melissa Lotholz at the International Bobsleigh & Skeleton Federation
- الموقع الرسمي